# Jane Rawlins
Jane Rawlins (...) è un'ex sciatrice alpina statunitense.

## Biografia
Sciatrice originaria di Mammoth, la Rawlins la medaglia di bronzo nella discesa libera nel 1972; non debuttò in Coppa del Mondo e non prese parte a rassegne olimpiche o iridate.

## Palmarès

### Campionati statunitensi
- 1 medaglia (dati parziali):
  - 1 bronzo (discesa libera[1] nel 1972)